# Мелвін Єрусалем
Мелвін Оліва Єрусалем (нар. 22 лютого 1994 року) — філіппінський боксер-професіонал, діючий чемпіон світу по версії WBC у мінімальній вазі  (2024–н.ч ). Раніше він також володів титулом WBO.